# Cashmere (альбом Swet Shop Boys)
Cashmere (с англ. — «Кашмир») — дебютный студийный альбом группы Swet Shop Boys. Он был выпущен 14 октября 2016 года на лейбле Customs. Он занял 45-е место в чарте Billboard Top R&B/Hip-Hop Albums. Продюсированием занимался Redinho, а рэперы Heems и Riz MC исполнили вокальные партии. На песни «T5», «Zayn Malik», и «Aaja» были созданы музыкальные видеоклипы.

## Приём критиков
На сайте Metacritic, который присваивает средневзвешенную оценку из 100 баллов по рецензиям основных критиков, альбом получил средний балл 80 на основе 8 рецензий, что означает «в целом благоприятные отзывы»
Крис Дарт из Exclaim! написал: «Он полон трёхминутных жемчужин, которые заставляют вас кивать головой и ваш мозг напряженно работает над разбором многослойных метафор, которые останавливаются, когда вы все ещё хотите большего». Таннер Смит из PopMatters описал его как «бесспорно сложный, но весёлый альбом, который пересматривает представление о Южной Азии в глобальной поп-культуре 2016 года».
Cashmere занял 36 место в списке «Альбомы года 2016» журнала New Musical Express, 24 место в списке «40 лучших рэп-альбомов 2016 года» журнала Rolling Stone, и 27 место в списке «100 лучших альбомов 2016 года» журнала Vice.

## Список треков
| №   | Название                  | Длительность |
| --- | ------------------------- | ------------ |
| 1.  | «T5»                      | 2:27         |
| 2.  | «Shottin»                 | 3:23         |
| 3.  | «Aaja»                    | 3:19         |
| 4.  | «Zayn Malik»              | 2:54         |
| 5.  | «Tiger Hologram»          | 2:56         |
| 6.  | «No Fly List»             | 2:51         |
| 7.  | «Phone Tap»               | 3:02         |
| 8.  | «Half Moghul Half Mowgli» | 3:25         |
| 9.  | «Swish Swish»             | 3:52         |
| 10. | «Shoes Off»               | 3:11         |
| 11. | «Din-e-iLahi»             | 3:35         |

## Результаты в чартах
| Чарт (2016)                            | Максимальная позиция |
| -------------------------------------- | -------------------- |
| США Top R&B/Hip-Hop Albums (Billboard) | 45                   |